# Joe & Jake
Joe & Jake är en brittisk musikgrupp bildad 2015.

## Eurovision
Den 26 februari 2016 deltog Joe & Jake i Eurovision: You Decide på BBC med låten "You're Not Alone". TV-tittarna som stod för 100% av resultatet gav duon fler röster än något av de andra fem bidragen och de utsågs därmed till segrare.
Vinsten innebar att Joe & Jake fick representera Storbritannien i Eurovision Song Contest 2016 i Stockholm med sin låt. De tävlade i finalen i Globen den 14 maj  och slutade på en 24:e plats av 26 tävlande.

## Medlemmar
- Joe Woolford – sång
- Jake Shakeshaft – sång

## Diskografi

### Singlar
- 2016 – "You're Not Alone"